# Will (film)
Pour les articles homonymes, voir Will.
Pour plus de détails, voir Fiche technique et Distribution.
Will est un film britannique, sorti en 2011.

## Synopsis
Dans le but d'assister finale de la Ligue des champions 2005 ayant lieu à Istanbul, un jeune orphelin va traverser l’Europe.

## Fiche technique
- Titre : Will
- Réalisation : Ellen Perry (en)
- Scénario : Ellen Perry (en) et Zack Anderson
- Photographie : Oliver Stapleton
- Musique : Nigel Clarke et Michael Csányi-Wills
- Pays d'origine : Royaume-Uni
- Genre : drame
- Date de sortie : 2011

## Distribution
- Damian Lewis : Gareth
- Bob Hoskins : Davey
- Rebekah Staton : Nancy
- Kieran Wallbanks : Simon
- Perry Eggleton : Will
- Malcolm Storry : Finch
- Alice Krige : Sœur Carmel
- Jane March : Sœur Noell
- Kenny Dalglish : Lui-même
- Neil Maskell : Lenny
- Branko Tomović : Avdo Bilic
- Mark Dymond : Détective
- Ralph Amoussou : Serge
- Jamie Carragher : Lui-même
- Steven Gerrard : Lui-même